# ニック・ホロニアック
ニック・ホロニアック・ジュニア（Nick Holonyak[hʌlɒnjæk], Jr.、1928年11月3日 - 2022年9月18日）は、アメリカ合衆国の技術者、発明家。
ゼネラル・エレクトリックの研究所（シラキュース）で科学コンサルタントとして勤務していた1962年、発光ダイオードを発明したこと（当時は赤色のみ）で知られ、「発光ダイオードの父」と呼ばれている。1963年からイリノイ大学アーバナ・シャンペーン校で教授を務めている。

## 発明
発光ダイオード以外に、ホロニアックは41の特許を取得している。他の発明としては、レーザーダイオードと呼ばれる赤色半導体レーザー（CD、DVD、携帯電話などで使用）やPNPNスイッチ（調光スイッチや電源ツールに使用）がある。ゼネラル・エレクトリックに在席した当時、世界初の調光器の開発にも関わった。
2006年、米国物理学協会は75年間の歴史の中で最重要の論文5件を選出した。そのうち2件は Applied Physics Letters に掲載された論文で、どちらもホロニアックが執筆者に名を連ねている。1つは1962年の S. F. Bevacqua との論文で、世界初の発光ダイオード開発を発表した論文である。2つめは2005年の Milton Feng らとの論文で、室温で運用可能なトランジスタレーザーの開発を発表した論文である。ホロニアックは1963年2月号のリーダーズ・ダイジェスト誌上で、発光ダイオードがトーマス・エジソンの電球を置き換えるだろうと予言していた。実際LEDの品質と効率が改善されるとともに、電球を徐々に置換しつつある。

## 来歴
ホロニアックの両親はルシン人移民であり、イリノイ州南部に定住した。父は炭鉱夫だった。ホロニアックは家族の中で正式な教育を受けた最初の一員だった。ホロニアックはイリノイ・セントラル鉄道で30時間連続で働いたこともあるが、労働者として暮らしていくよりも教育を受けたいと思ったという。Knight Ridder によると、「DVDプレーヤーやバーコードリーダーなどの機器に重要な安価で信頼性の高い半導体レーザーは、数十年前に州南部で鉄道作業員としての厳しい仕事を経験したからこそ生まれた、とも言える」という。
ホロニアックはジョン・バーディーンがイリノイ大学アーバナ・シャンペーン校で初めて担当した博士課程の学生だった。ホロニアックは学士号も修士号も博士号（1954年）も同大学で取得した。1960年、世界初の可視光の半導体レーザーを開発し、1963年には再びバーディーン（トランジスタの発明者の1人）と組んで、同大学で量子井戸や量子井戸レーザーの研究を行った。

## イリノイ大学
2007年現在もホロニアックはイリノイ大学アーバナ・シャンペーン校の教授を務め、量子ドットレーザーの製造法を研究している。講義は行っておらず、研究に打ち込んでいる。DARPA経由でアメリカ国防総省から650万ドルの資金を得て、Milton Feng と共に同大学にトランジスタレーザー研究センターを設立した。
これまでに指導した博士課程修了学生60人のうち10人が、シリコンバレーで Philips Lumileds Lighting Company (en) を創業し、LED技術の新たな用途の開発を行っている。

## 受賞歴と栄誉
ホロニアックはこれまでに、ジョージ・H・W・ブッシュ、ジョージ・W・ブッシュ、明仁天皇、ウラジーミル・プーチンから賞を授与されたことがある。
- 1973年 - IEEEモーリス・N・リーブマン記念賞
- 1976年 - ヴェルカー賞
- 1981年 - IEEEジャック・A・モートン賞
- 1989年 - IEEEエジソンメダル 「電気工学における傑出した経歴と半導体デバイスに関する多大は貢献に対して」（ホロニアックがかつて指導した Russel Dupuis も2007年に同じ賞を受賞している[4]）。
- 1992年 - チャールズ・ハード・タウンズ賞
- 1993年 - 米国科学アカデミー賞産業応用部門
- 1995年 - 日本国際賞「発光ダイオードおよびレーザーの基礎および応用の研究における多大な貢献に対して」[5][8]。
- 2002年 - アメリカ国家技術賞
- 2003年 - IEEE栄誉賞
- 2003年 - グローバルエネルギー賞（英語版）
- 2004年 - フォン・ヒッペル賞
- 2004年 - Order of Lincoln Medallion
- 2004年 - レメルソンMIT賞（英語版）（2004年）[5]
- 2004年 - ワシントン賞
- 2004年 - アメリカ光学会からフレデリック・アイヴズメダル[6]。
- 2015年 - チャールズ・スターク・ドレイパー賞
- 2017年 - ベンジャミン・フランクリン・メダル
- 2021年 - クイーンエリザベス工学賞

多くの同僚は、LEDの発明がノーベル賞に値すると考えている。2014年には青色発光ダイオードの開発に対してノーベル物理学賞が授与されたが、ホロニアックらLEDの開発の先駆者の業績は評価されなかった。これについてホロニアックは、「誰かがあなたが何かに値すると思うなんて、馬鹿げている。その番が回ってきたとき、生きていたら幸運ということだ」と語った。
2007年11月9日、量子井戸レーザー開発の功績を称え、ホロニアックの名がイリノイ大学のキャンパス内の歴史記念銘板に刻まれた。それは、かつて電気工学研究所が建っていた場所に設置されている。
2008年、ホロニアックは発明家の殿堂入りを果たした。